# Zaebos: Book of Angels Volume 11
Zaebos: Book of Angels, Volume 11 è un album in studio del gruppo musicale fusion statunitense Medeski Martin and Wood, contenente 11 delle 316 composizioni del compositore jazz statunitense John Zorn provenienti dal libro delle composizioni Book of Angels. Fu pubblicato il 19 agosto 2008 dalla Tzadik Records.

## Tracce
Musiche di John Zorn.
1. Zagzagel (252° composizione) – 5:24
2. Sefrial (71° composizione) – 4:47
3. Agmatia (35° composizione) – 5:21
4. Rifion (116° composizione) – 4:26
5. Chafriel (33° composizione) – 7:22
6. Ahaij (80° composizione) – 3:40
7. Asaliah (78° composizione) – 4:42
8. Vianuel (31° composizione) – 3:33
9. Jeduthun (112° composizione) – 1:12
10. Malach ha-Sopher (300° composizione) – 6:50
11. Tutrusa'i (306° composizione) – 5:08

Durata totale: 52:25

## Formazione
- John Zorn – arrangiatore, produzione
- John Medeski – tastiere
- Billy Martin – batteria
- Chris Wood – basso elettrico